# Literair vertaler
Een literair vertaler vertaalt literatuur (proza en/of poëzie) van de ene taal (de brontaal) naar de andere (de doeltaal). In de meeste gevallen is de brontaal een vreemde taal en de doeltaal de eigen moedertaal, maar ook het omgekeerde komt voor. Literair vertalen vereist een uitstekende kennis van zowel de bron- als de doelcultuur, omdat cultuur- en taalbeelden in een ander taalgebied vaak sterk verschillen. Ook moet de vertaler goed op de hoogte zijn van de verschillende specifieke vertaalmethodes van het literair vertalen. De aanpak die veel hedendaagse vertalers verdedigen gaat uit van de sterkte van de doeltaal. De meeste vertalers van vroeger stelden zich ten doel de lezer een inkijk te verschaffen in het wezen van de brontaal.
Niet elke boekvertaler is een literair vertaler. Een literair vertaler vertaalt diverse literaire genres (waaronder ook jeugdliteratuur en non-fictie kunnen vallen) terwijl een boekvertaler bijvoorbeeld ook thrillers, kookboeken of andere 'niet-literaire' genres kan vertalen. Er is niet altijd een scherpe grens te trekken tussen wat precies 'literair' is en wat niet. Een (auto)biografie of een boek over een historisch thema onderwerp kan, afhankelijk van de stijl of de aard van het onderwerp, in veel gevallen tot de literatuur gerekend worden.

## Literair vertalen in Nederland en Vlaanderen
Literair vertalers moeten ervoor waken dat hun vertaling niet te Nederlands of te Vlaams kleurt. Een vertaling moet in pluricentrische taalgebieden (taalgebieden met meer dan één gezaghebbende variant) namelijk overal geaccepteerd worden. 

### Opleiding en beroep
Sinds 2013 kunnen studenten met een bachelordiploma taal- en letterkunde of toegepaste taalkunde in het Nederlandse taalgebied een master 'Literair vertalen' volgen aan de Universiteit Utrecht en de KU Leuven. Het gaat om een transnationale master waarbij 75% van de punten aan de ene en 25% aan de andere universiteit behaald moeten worden. De studenten krijgen in de opleiding gespecialiseerd literair vertalen van een gekozen vreemde taal (Duits, Frans, Engels, Italiaans of Spaans) naar het Nederlands. Ook komen verschillende vertaaltheorieën aan bod. De opleiding heeft ook een zogenaamde gastvertaler, die voor enkele maanden een academische functie vervult binnen de master en de studenten in enkele vertaalateliers laat kennismaken met een specifiek thema van het literair vertalen. De student sluit de studie af met een masterproef. In Leuven bestaat de opleiding uit een masterjaar vertalen met daarna een postgraduaat literair vertalen. In Utrecht is het een gewone master over twee jaar.
Veel literair vertalers wijden zich niet voltijds aan het vertalen van literatuur omdat de vergoeding daarvoor relatief laag is. Ook heeft het beroep te kampen met een sterke vergrijzing: de meeste literaire vertalers waren omstreeks 2020 tussen 45 en 60 jaar oud. In Nederland bestaat sinds 1973 een modelcontract voor literair vertalers, in Vlaanderen niet.

### Vertaalprijzen
Er bestaan vertaalprijzen voor vertalers die voor Nederlandse uitgeverijen werken. De Martinus Nijhoff Vertaalprijs wordt door het Prins Bernhard Cultuurfonds jaarlijks toegekend aan de maker van de beste vertaling van een literair werk uit of naar het Nederlands. Ook het Nederlands Letterenfonds en het Vlaams Fonds voor de Letteren ondersteunen literair vertalers met stipendia en vertaalprijzen. Speciaal voor vertalingen uit Slavische talen bestaat de Aleida Schot-prijs en voor vertalingen uit Scandinavische talen de Amy van Markenprijs. Beide worden eens in de twee jaar uitgereikt. De Obe Postmapriis is voor literaire vertalingen in het Fries, de Dr. Elly Jaffé Prijs voor literaire vertalingen uit het Frans.

## Bekende literair vertalers
- Marijke Arijs (1961), vertaalster uit het Frans, Spaans, Italiaans en Portugees, vaste vertaalster van Amélie Nothomb
- Greta Baars-Jelgersma (1911-2014), vertaalster uit het Deens, Noors en Zweeds
- Paul Beers (1935-2024), vertaler van vooral Duitse literatuur
- Hans Boland (1951), vertaler van Anna Achmatova en Aleksandr Poesjkin
- Anneke Brassinga (1948), vertaalster van werk van onder meer George Orwell, Vladimir Nabokov en Herman Melville
- Nel Boer-den Hoed (1899-1973), vertaalster van Scandinavische literatuur
- C.A.G. van den Broek (1935-1990), vertaler uit het Frans, Engels, Duits en Spaans, onder meer van Honderd jaar eenzaamheid van Gabriel García Márquez
- Klaas Bruinsma (1931-2018), vertaler uit het Nederlands, Middelnederlands, Oudgrieks en Latijn in het Fries
- Paul Claes (1943), vertaler van literair werk naar en uit verschillende talen
- Auguste Clavareau (1787-1864), vertaler uit het Nederlands, Duits, Engels en Italiaans in het Frans
- David Colmer (1960), vertaler van Nederlandse literatuur in het Engels
- Thérèse Cornips (1926-2016), vertaalster van onder meer À la recherche du temps perdu (Op zoek naar de verloren tijd) van Marcel Proust
- Reina Dokter (1953), vertaalster van het Servo-Kroatisch naar het Nederlands
- Hans Driessen (1953), vertaler van Duitstalige filosofie en literatuur, waaronder Schopenhauer, Wittgenstein en Thomas Mann
- Clara Eggink (1906-1991), vertaalster van bijna 50 werken uit de wereldliteratuur
- Jan Eijkelboom (1926-2008), vertaler van Philip Larkin, John Donne, W.B. Yeats en Derek Walcott
- Marko Fondse (1932-1999), vertaler van het werk van de Russische dichter Vladimir Majakovski
- Thomas Graftdijk (1949-1992), vertaler uit het Duits van werk van Elias Canetti, Hermann Hesse, Rainer Maria Rilke, Franz Kafka en Thomas Mann
- Martin de Haan (1966), vaste vertaler van Michel Houellebecq, Milan Kundera en (met Rokus Hofstede) Marcel Proust
- Rokus Hofstede (1959), vertaler van onder meer Annie Ernaux, Pierre Michon, Georges Perec en (met Martin de Haan) Marcel Proust
- James S Holmes (1924-1986), vertaler van Nederlandse poëzie naar het Engels, waaronder Awater van Martinus Nijhoff
- Jeanne Holierhoek (1947), vertaler van onder meer Michel Tournier, Marie NDiaye en Montesquieu
- Olga Krijtová (1931-2013), vertaalster van Nederlands literair werk naar het Tsjechisch
- Patrick Lateur (1949), vertaler uit het Grieks, Latijn en Italiaans
- Harrie Lemmens (1953), vertaler uit het Portugees naar het Nederlands
- Amy van Marken (1912-1995), vertaalster van Scandinavische literatuur
- Jesse Niemeijer, vertaler uit het Estisch
- Jelle Noorman (1964), vertaler uit het Engels, Frans, Spaans en Portugees
- Wilfred Oranje (1951-2011), vertaler van vooral Duitstalige literatuur, onder wie Sigmund Freud en Joseph Roth
- Hans van Pinxteren (1943), vertaler van werk van onder meer Arthur Rimbaud, Michel de Montaigne, Honoré de Balzac en Gustave Flaubert
- Barber van de Pol (1944), vertaalster van met name Spaanstalige literatuur
- H.J. de Roy van Zuydewijn (1927-2019), vertaler van Homerus
- Mariolein Sabarte Belacortu (1944), vertaalster van Spaanstalige literatuur
- Aleida G. Schot (1900-1969), vertaalster van Russische klassieke romans
- Els Snick (1966), vertaalster uit het Duits van onder anderen Joseph Roth
- Charles B. Timmer (1907-1991), vertaler van diverse grote werken uit de Russische literatuur
- Aegidius Willem Timmerman (1858-1941), vertaler van Homerus
- Peter Verstegen (1938), vertaler uit het Duits, Engels, Frans en Italiaans in het Nederlands
- August Willemsen (1936-2007), vertaler van Portugese en Braziliaanse literatuur
- Frans van Woerden (1946-2025), vertaler van Franse literatuur, van onder anderen Louis-Ferdinand Céline.
- Tryntsje van der Zee (1940-2009), vertaalster van Nederlandse en buitenlandse toneelstukken in het Fries.